# Lettonie aux Jeux olympiques d'hiver de 1992
La Lettonie participe aux Jeux olympiques d'hiver de 1992, qui ont lieu à Albertville en France. Ce pays, représenté par 23 athlètes, prend part aux Jeux d'hiver pour la quatrième fois de son histoire. C'est la première fois depuis 1936 que la Lettonie prend part aux Jeux olympiques en tant que pays indépendant puisque les athlètes lettons participent entre-temps avec l'Union soviétique. Ils remportent ne remporte pas de médaille en 1992,.